# Вулиця Творча (Львів)
Вулиця Творча — вулиця в Личаківському районі Львова, у місцевості Знесіння. Прилучається до вулиці вулиці Богдана Хмельницького.

## Житлові будівлі
12 — 10-ти поверхівка;
14 — 10-ти поверхівка;
16 — 10-ти поверхівка; до пн-сх краю перпендикулярно примикає в пд-сх напрямі 2-х під'їздний 10-ти поверховий дім Грінченка,19.

## Середня школа №99
Творча,1